# Accelerație gravitațională
În fizică, accelerația gravitațională este accelerația imprimată unui obiect de către gravitația unui alt obiect. Un corp este accelerat, într-un punct al câmpului gravitațional al altui corp, spre centrul câmpului, cu aceeași accelerație, indiferent de masa și natura sa.

## Accelerația gravitațională terestră
La suprafața Pământului, accelerația gravitațională variază între 9,78–9,82 m/s2 în funcție de latitudine.

## Formule
Valoarea standard considerată este cea măsurată la nivelul mării și la latitudinea de 45°, având valoarea: {\displaystyle g_{n}=9,80665{\frac {m}{s^{2}}}}, numită accelerație gravitațională normală.
Accelerația gravitațională a unui corp de masă M este dată, conform mecanicii newtoniene, de expresia:
{\displaystyle {\vec {g}}=-K{M \over r^{3}}\mathbf {\vec {r}} },
unde:
{\displaystyle r\,} este modulul vectorului cu originea în centrul de masă al corpului (de masă M) și orientat spre locul considerat,
{\displaystyle \mathbf {\vec {r}} \,} este versorul cu originea în centrul de masă al corpului (de masă M) și orientat în direcția considerată,
și
{\displaystyle K=\left(6,67428\pm 0,00067\right)\times 10^{-11}\ {\mbox{N}}\ {\mbox{m}}^{2}\ {\mbox{kg}}^{-2}\,} este constanta gravitațională universală.
Accelerația gravitațională terestră variază cu latitudinea {\displaystyle \lambda \!} și cu înălțimea {\displaystyle h,} măsurată de la nivelul mării.
Astfel, în {\displaystyle {\frac {m}{s^{2}}},} este:
{\displaystyle g=9,806059-0,025028\cos 2\lambda -10^{-6}h.}
La nivelul mării, la ecuator, are valoarea aproximativă:
{\displaystyle g=9,781\;{\frac {m}{s^{2}}},}
iar la poli:
{\displaystyle g=9,831\;{\frac {m}{s^{2}}}.}
Pentru elipsoidul terestru internațional, valoarea accelerației gravitaționale este dată de relația:
{\displaystyle g=9,780318\cdot (1+0,0053024\sin ^{2}\varphi -0,0000058\sin ^{2}2\varphi )\;m/s^{2},}
unde {\displaystyle \varphi \in [0,90^{\circ }]} este latitudinea locului.

## Comparație între corpuri cerești
| Corpul ceresc | Multiplu al gravitației terestre | m/s2    |
| ------------- | -------------------------------- | ------- |
| Soare         | 27,90                            | 274,1   |
| Mercur        | 0,3770                           | 3,703   |
| Venus         | 0,9032                           | 8,872   |
| Pământ        | 1 (prin definiție)               | 9,80665 |
| Lună          | 0,1655                           | 1,625   |
| Marte         | 0,3895                           | 3,728   |
| Jupiter       | 2,640                            | 25,93   |
| Io            | 0,182                            | 1,789   |
| Europa        | 0,134                            | 1,314   |
| Ganymede      | 0,145                            | 1,426   |
| Callisto      | 0,126                            | 1,24    |
| Saturn        | 1,139                            | 11,19   |
| Titan         | 0,138                            | 1,3455  |
| Uranus        | 0,917                            | 9,01    |
| Titania       | 0,039                            | 0,379   |
| Oberon        | 0,035                            | 0,347   |
| Neptun        | 1,148                            | 11,28   |
| Triton        | 0,079                            | 0,779   |
| Pluto         | 0,0621                           | 0,610   |
| Eris          | ≈ 0,0814                         | ≈ 0,8   |